# 2004 KJ19
2004 KJ19, também escrito como 2004 KJ19, é um objeto transnetuniano que está localizado no Cinturão de Kuiper, uma região do Sistema Solar. Ele possui uma magnitude absoluta de 6,8 e tem um diâmetro estimado com 192 km.

## Descoberta
2004 KJ19 foi descoberto no dia 24 de maio de 2004 pelo astrônomo B. Gladman.

## Órbita
A órbita de 2004 KJ19 tem uma excentricidade de 0,237 e possui um semieixo maior de 47,098 UA. O seu periélio leva o mesmo a uma distância de 35,949 UA em relação ao Sol e seu afélio a 58,247 UA.